# Gracepoint
Gracepoint est une série télévisée américaine en dix épisodes de 42 minutes créée par Chris Chibnall et diffusée entre le 2 octobre 2014 et le 11 décembre 2014 sur le réseau Fox et en simultané au Canada sur le réseau Global. Il s'agit d'un remake de la série britannique Broadchurch.
En Belgique, la série a été diffusée du 12 février 2015 au 12 mars 2015 sur La Une et en France depuis le 3 juillet 2017 sur France 2. Cependant elle reste inédite dans les autres pays francophones.

## Synopsis
Dans la ville côtière de Gracepoint, de retour de vacances, l'inspecteur Ellie Miller découvre que le poste d'inspecteur-chef a été confié à Emmett Carver, un policier au passé trouble de San Francisco. Ils doivent enquêter ensemble sur la mort de Danny Solano, un garçon de douze ans dont on a retrouvé le corps au pied des falaises qui bordent la plage. Amie de longue date des Solano, Ellie, et avec elle toute la ville, fait de l'enquête une affaire personnelle.

## Développement
L'annonce d'un remake américain de la série de la chaîne britannique ITV Broadchurch a été faite en août 2013, pour une diffuson sur le réseau Fox, avec le créateur de la série originale Chris Chibnall comme scénariste du premier épisode et producteur exécutif De nombreuses personnes impliquées dans Broadchurch travaillent sur Gracepoint, comme le réalisateur James Strong. Cependant, la Fox a annoncé que la fin de la saison de Gracepoint serait différente de celle de Broadchurch.

## Distribution

### Acteurs principaux
- David Tennant (VF : Stéphane Ronchewski) : Détective Emmett Carver
- Anna Gunn (VF : Françoise Cadol) : Détective Ellie Miller
- Michael Peña (VF : Pascal Nowak) : Mark Solano, père de Danny Solano
- Kevin Zegers (VF : Julien Allouf) : Owen Burke
- Nick Nolte (VF : Alain Dorval) : Jack Reinhold
- Jacki Weaver (VF : Anne Kerylen) : Susan Wright
- Kevin Rankin (VF : Vincent de Bouard) : Paul Coates
- Jack Irvine : Tom Miller, fils d'Ellie Miller
- Virginia Kull (VF : Hélène Bizot) : Beth Solano, mère de Danny Solano
- Sarah-Jane Potts (VF : Ethel Houbiers) : Gemma Fisher
- Josh Hamilton (VF : Sylvain Agaësse) : Joe Miller, mari d'Ellie Miller
- Kendrick Sampson (VF : Diouc Koma) : Dean IversonStephen
- Louis Grush (VF : Antoine Schoumsky) : Vince Novik
- Madalyn Horcher (VF : Emma Laristan) : Chloe Solano

### Acteurs récurrents et invités
- Alisen Down : Kathy Eaton
- Adam Greydon Reid : Raymond Connelly
- Tom Butler : Terrence Morgan
- Darcy Laurie : Hugo Garcia
- Karyn Mott : Angela Schulz
- Nikolas Filipovic : Danny Solano

## Épisodes
Les épisodes, sans titres, sont numérotés de un à dix.
1. Épisode 1 (Episode One)
2. Épisode 2 (Episode Two)
3. Épisode 3 (Episode Three)
4. Épisode 4 (Episode Four)
5. Épisode 5 (Episode Five)
6. Épisode 6 (Episode Six)
7. Épisode 7 (Episode Seven)
8. Épisode 8 (Episode Eight)
9. Épisode 9 (Episode Nine)
10. Épisode 10 (Episode Ten)